# Sean Baker
Sean Baker (* 26. února 1971, Summit, New Jersey) je americký filmový režisér, scenárista, spisovatel, střihač a producent nezávislých celovečerních filmů, které se nejčastěji zaměřují na život marginalizovaných lidí, zejména imigrantů a sexuálních pracovnic. Jako režisér debutoval snímkem Four Letter Words (2000), je také spoluautorem televizního sitcomu Greg the Bunny (2002–2006). Baker poté režíroval sedm celovečerních filmů: Take Out (2004), Prince of Broadway (2008), Starlet (2012), Tangerine (2015), The Florida Project (2017), Red Rocket (2021) a Anora (2024).
Za svou práci na filmu Anora získal Baker spolu se svou manželkou Samanthy Quan několik ocenění, včetně Zlaté palmy a čtyř cen Akademie (nejlepší film, nejlepší režie, nejlepší původní scénář a nejlepší filmový střih).

## Mládí a vzdělání
Baker se narodil ve městě Summit v New Jersey. Jeho matka byla učitelkou a otec patentovým zástupcem. Ten zastupoval Bakera a jeho produkční společnost ve sporu o název jeho filmu Take Out. Baker má sestru, která je profesionální synth-popovou hudebnicí a produkční designérkou, podílela se také v obou rolích na jeho filmech. Baker se v mládí stal posedlý domácími filmovou tvorbou poté, co ho jeho matka vzala na promítání filmu Frankenstein v místní knihovně. Během studií pracoval Baker jako promítač, ale také jako taxikář. Získal titul BFA v oboru filmových studií na New York University, konkrétně na Tisch School of the Arts. Titul měl získat už v roce 1992, do roku 1998 se však rozhodl nabírat zkušenosti jako režisér reklam a střihač a absolvovat školu až poté.

## Kariéra

### 2000–2014: Režijní debut a raná tvorba
Bakerovým prvním celovečerním filmem byl snímek Four Letter Words (2000). Film se zabývá vzhledem, názory, postoji a vyjadřováním mladých mužů v Americe. Baker film napsal, režíroval a sestříhal. Baker je jedním z tvůrců televizního sitcomu Greg the Bunny (2002–2006), v němž hrají Seth Green a Eugene Levy. V roce 2010 vytvořili Baker, Spencer Chinoy a Dan Milano spin-off s názvem Warren the Ape. Seriál byl vysílán na MTV a byl zrušen po první sérii.
Jako druhý celovečerní film notočil Take Out (2004), který napsal, režíroval, střihl a produkoval s jeho častým spolupracovníkem Shih-Ching Tsou s rozpočtem 3000 dolarů. Film se točí kolem čínského imigranta bez dokladů, který nestíhá splácet dluh za pašeráctví, takže mu na získání peněž zbývá jediný den. Film měl světovou premiéru na filmovém festivalu Slamdance v Los Angeles 18. ledna 2004. Poté, co byl promítán na více než 25 filmových festivalech, se kolem filmu rozhořel právní spor se Sethem Landauem. Ten způsobil odložení jeho uvedení na 6. června 2008.

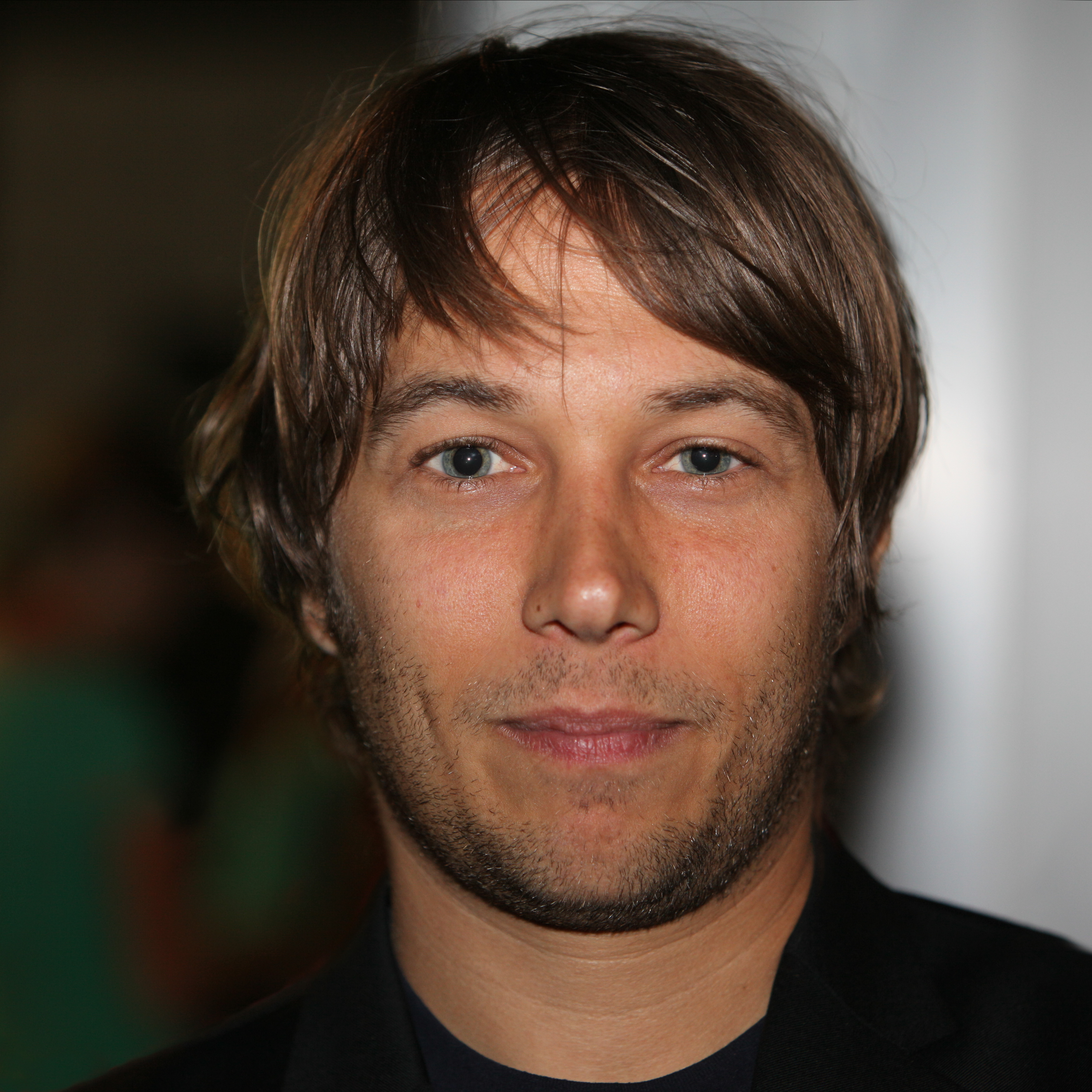
Baker na KVIFF v Praze, červenec 2009

Bakerův třetí celovečerní film Prince of Broadway měl premiéru na filmovém festivalu v Los Angeles 22. června 2008. Filmy Take Out a Prince of Broadway byli na stejném ceremoniálu v roce 2008 nominovány na cenu Independent Spirit Johna Cassavetese. Baker dále režíroval film Starlet, který napsal společně s Chrisem Bergochem. Starlet zkoumá nepravděpodobné přátelství mezi jednadvacetiletou Jane (Hemingway) a pětaosmdesátiletou Sadie (Johnson), jejichž životy se protnou v kalifornském San Fernando Valley. Světová premiéra filmu proběhla na festivalu SXSW dne 11. března 2012  a 9. listopadu 2012 byl uveden v omezené distribuce v kinech.

### 2015–2022: Průlom a uznání
Následující film Tangerine, je o transgender prostitutce, která zjistí, že její přítel a zároveň pasák ji podvádí. Film byl natočen pomocí tří telefonů iPhone 5S a získal ocenění za své průkopnické filmařské techniky. Světovou premiéru měl film na filmovém festivalu Sundance 23. ledna 2015.
V roce 2016 Baker režíroval snímek Snowbird, krátký módní film s modelkou Abbey Lee natočený pro firmu Kenzo. Jeho šestý celovečerní film, The Florida Project, měl premiéru v sekci Directors' Fortnight na filmovém festivalu v Cannes v roce 2017 a 6. října byl uveden do kinodistribuce v USA. Baker si film sám střihl a na scénáři se opět podílel svým spolupracovníkem Chrisem Bergochem. Film byl oceněn za herecké výkony (zejména Willem Dafoe jako manažer motelu a Brooklynn Prince jako Moonee), stejně tak byl Baker oceněn za režii a vybrán jak National Board of Review, tak Americkým filmovým institutem jako jeden z 10 nejlepších filmů roku.
V červnu 2018 byl Baker pozván, aby se stal členem sekce režisérů a scenáristů Akademie filmových umění a věd. V říjnu 2018 byl předsedou poroty na Mezinárodním filmovém festivalu v Bombaji v indické Bombaji. Baker následně v roce 2021 režíroval celovečerní film Red Rocket, ve kterém dominuje Simon Rex v roli pornoherce Mikeyho, jenž se vrací do svého rodného města v Texasu. Natáčení probíhalo tajně uprostřed pandemie COVID-19, ovšem za dodržení všech standardních bezpečnostních opatření. Film sklidil velký ohlas na filmovém festivalu v Cannes.
V roce 2022 Baker režíroval reklamu na americký řetězec Taco Bell, rovněž byl výkonným producentem dokumentu Love in the Time of Fentanyl.

### 2023–současnost:Anoraa vyznamenání

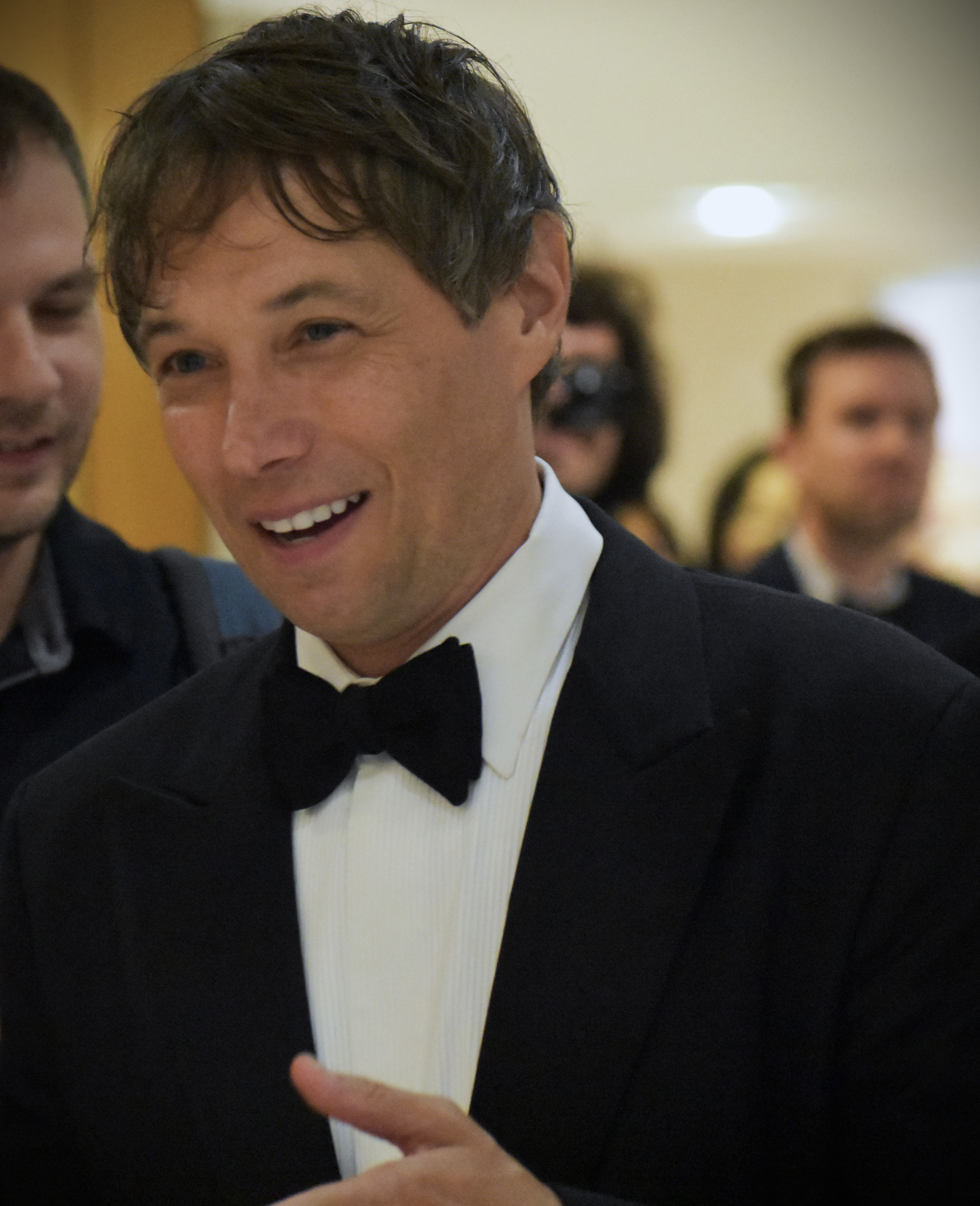
Baker na filmovém festivalu v Cannes v roce 2024

V říjnu roku 2023 byl poté, co společnost FilmNation získala distribuční práva, oficiálně oznámen jeho další celovečerní film Anora s Mikeym Madisonem v hlavní roli. Se snímkem Anora se Baker stal prvním americkým režisérem, který získal Zlatou palmu od roku 2011, kdy ji získal Terrence Malick. V lednu 2025 byl Baker nominován a také získal Oscara za nejlepší film, nejlepší režii, nejlepší scénář a nejlepší střih. Vyrovnal tak v počtu Oscarů rekord Walta Disneyho a stal se také prvním člověkem, který získal čtyři Oscary za jediný film.

### Připravované projekty
Co se týče paralelního vývoje více projektů, Baker prohlásil, že „neumí kreativně žonglovat“. Upřesnil, že po úspěchu The Florida Project dostal nabídky od různých studií a producentů. „Vlastně jsem se cítil velmi rozpolcený, protože jsem se doslova nemohl soustředit na jeden projekt, když jsem se snažil vyvinout.“
V srpnu 2020 herečka Bella Thorne oznámila, že Baker bude režírovat dokument o jejích zkušenostech s otevřením účtu OnlyFans. Režisér ale rychle tuto fámu popřel, protože Thorneino podezřelé chování bylo napadáno s ohledem na negativní vliv na všechny sexuální pracovnice na této stránce.

## Filmografie
- 2000 – Four Letter Words
- 2004 – Take Out
- 2008 – Princ z Broadwaye (Princ of Broadway)
- 2016 – Snowbird
- 2015 – Transdarinka (Tangerine)
- 2017 – The Florida Project
- 2021 – Red Rocket
- 2024 – Anora

## Osobní život

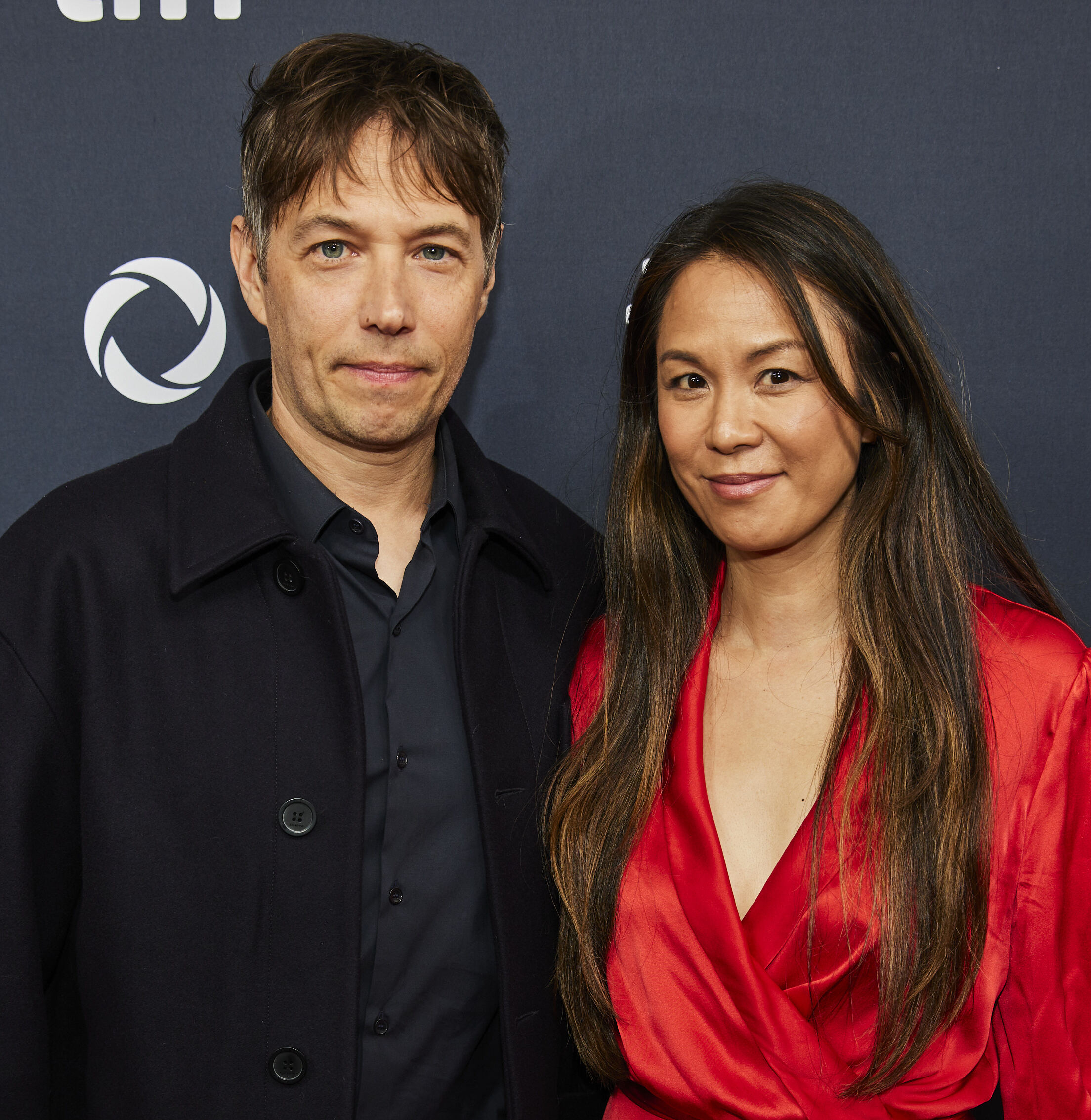
Baker s manželkou Samanthou Quan na TIFF 2024 v Torontu na premiéře filmu Anora

Baker je ženatý se Samanthou Quan, producentkou mnoha jeho filmů. Baker na tiskové konferenci v Cannes ve Francii v roce 2024 řekl, že věří, že sexuální práce by měla být „dekriminalizována a neměla by být žádným způsobem regulována, protože je to tělo prostitutek a prostitutů a je zcela na nich, aby se rozhodli, jak ji využijí ve svém živobytí“. Baker byl ve svých 20 letech závislý na opiátech.

## Styl a inspirace
Baker si vybudoval reputaci empatickým zobrazováním společenských vyvrženců a postav z nedostatečně zastoupených a marginalizovaných subkultur, často imigrantů bez dokumentů a sexuálních pracovnic.
Mezi Bakerovy filmové inspirace patří patří mimo jiné režiséři Ken Loach, Spike Lee, Federico Fellini, Jim Jarmusch, Mike Leigh, Steven Spielberg, Éric Rohmer, John Cassavetes nebo Hal Ashby. Baker řekl, že do své filmografie vědomě zahrnuje odkazy na jiné filmy.